# Траян Вуя
Траян Вуя (рум. Traian Vuia, traˈjan ˈvuja, 17 серпня 1872 — 3 вересня 1950) — румунський винахідник й піонер авіації, який спроектував, побудував і випробував перший моноплан з двигуном. Під час першого успішного випробування політ становив близько 12 метрів (40 футів) 18 березня 1906 року, й його найдовша відстань становить 24 м (80 футів). Це був перший короткий політ або «переліт з двигуном» на моноплані. Вуя ніколи не досягнув стійкого, керованого польоту з його ранніми літаками, й його експерименти не результували прогресом в галузі авіації.
Громадянин Франції з 1918 року, Вуя був зв'язаний з французьким опором під час Другої світової війни. Він повернувся до Румунії 1950 року.

## Освіта та рання кар'єра

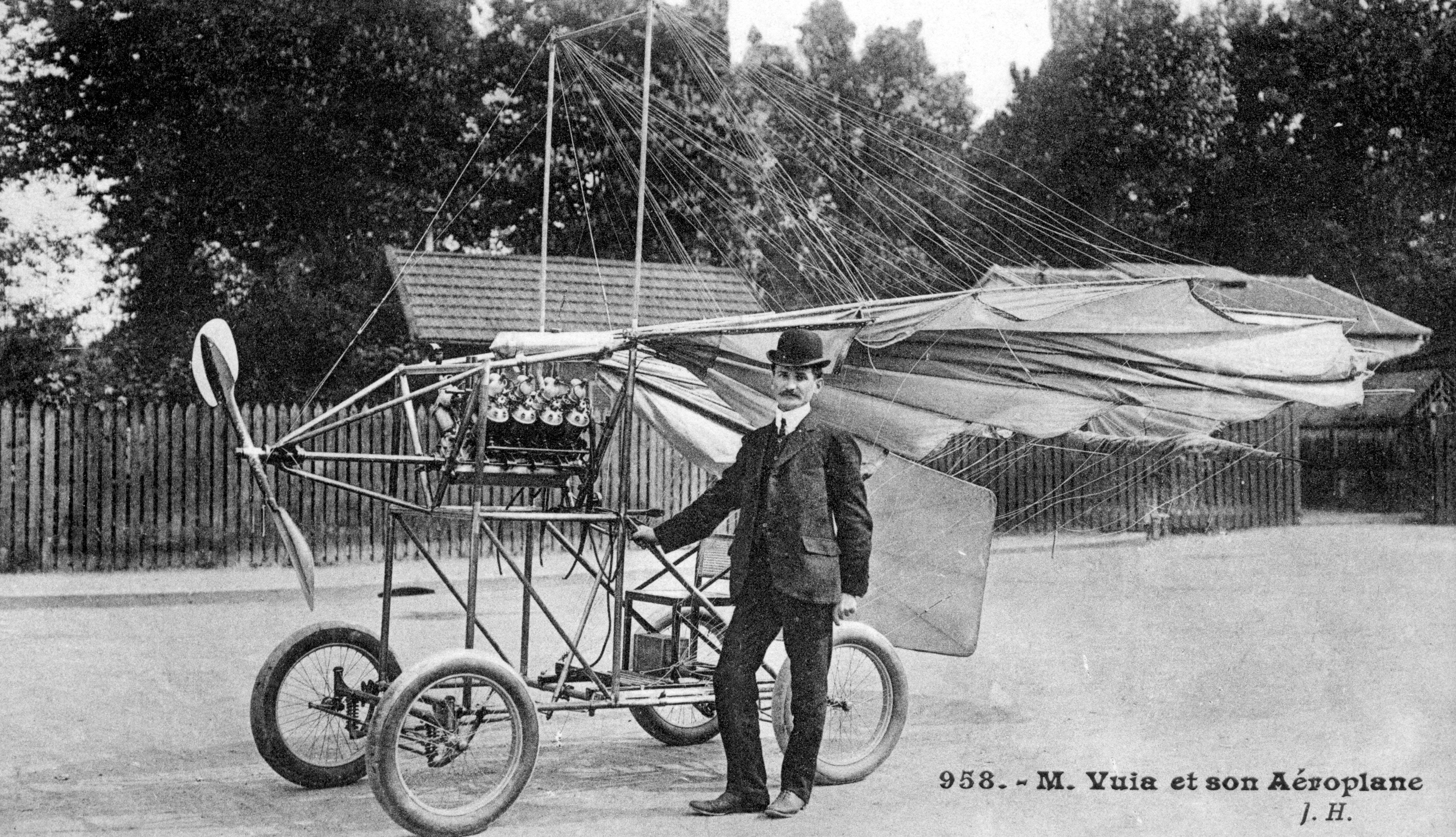
Листівка з Вуя й його літаком 1907 р. аероплян Вуя II

Після закінчення середньої школи в Лугож, Банат 1892 року, що був в той час угорською частиною Австро-Угорської імперії, сьогодні в Румунії, він вступив у Школу механіки в Політехнічному університеті Будапешту, де отримав диплом інженера. Потім він перейшов на юридичний факультет в Будапешті (Угорщина), де отримав ступінь доктора філософії з юриспруденції (Ph.D.) в травні 1901 з дисертацією на тему «Військові та Промисловість, державне завідування контрактами».
Він повернувся в Лугож, де вивчав питання польоту людини й сконструював свій перший літальний апарат, який він назвав «літак-автомобіль». Вуя намагався побудувати машину, але через фінансові труднощі вирішив піти до Парижу в липні 1902 року, в надії знайти когось, зацікавленого у фінансуванні свого проекту, можливо з ентузіастів повітряних куль. Він наштовхнувся на скептицизм людей, які вважали, що важча за повітря машина не зможе літати. Потім він відвідав Віктора Татена(Victor Tatin), відомого теоретика й експериментатора, який побудував модель літака, що летіла 1879 року.
Татен був зацікавлений в проекті, але сумнівався, що Вуя мав двигуна який пасував або що його літак буде стабільним. Потім Вуя представив свій план Французькій академії наук в Парижі 16 лютого 1903 року, але був відхилений з коментарем:
 Проблема польоту машини, яка важить більше, ніж повітря, не може бути вирішена, і це є тільки мрія
Не віднаджений, Вуя подав заявку на патент, який йому надали 17 серпня 1903 й опублікований 16 жовтня 1903 року. Він почав будувати свій перший літальний апарат узимку 1902–1903 рр. Подолавши нові фінансові труднощі, він також почав будівництво двигуна власної конструкції, восени 1904 року й отримав патент на його того самого року у Великій Британії.

## Льотні спроби
В грудні 1905-го Вуя завершив будівництво свого першого літака, «Траян Вуя, 1» висококрильного монопляну на базі двигуна з вуглекислотою Рідкий двоокис вуглецю випаровувався в Серполет котлі, це додавало тепла робочій рідині, що дозволяло двигунові працювати близько трьох хвилин. Він обрав ділянку в Монтессоні, поблизу Парижу, для тестування. Найперше він використовував машину тільки як автомобіль, демонтувавши крила, щоби набратися досвіду водіння. 18 березня 1906 він вперше спробував летіти. Після прискорення коло 50 м завдовжки, літак відірвався від ґрунту й пролетів близько 1 м заввишки відстань приблизно 12 м, після чого приземлився. Британський історик авіації Чарльз Гарвард Гіббс-Сміт (Charles Harvard Gibbs-Smith) описав цей літак, як «першій моноплан, що транспортує людину і має в основному сучасну конфігурацію», хоча й «невдалий», оскільки він був неспроможний до стійкого польоту.
Румунські ентузіасти наголошують, що машина Вуя була в стані злетіти з плоскої поверхні бортовими засобами без сторонньої допомоги, такої як схил, рейки, або катапульта. Такі визначення мають намір відібрати звання «першого пілотованого, керованого польоту» в братів Райт, попри те, що 17 грудня 1903 року, Райти злетіли з землі без катапульти, за допомогою тільки залізничних рейок, що скеровували локомотив вузькоколійки або вантажівку, яка підкидала Wright Flyer біплан, піднімаючи його від землі. Крім того, Райти змогли добитися стійкого й контрольованого польоту повним колом у вересні 1904 року, повертаючись на той клаптик землі, де вони стартували.
Після підняття в повітря в березні 1906 р. Вуя зробив ще кілька стрибків або коротких перельотів пізніше в тому ж таки 1907 році. В серпні 1906 р. він побудував модифіковану версію свого літального апарата, «Вуя I bis.» Жоден з них не виявилися успішними в досягненні сталого польоту, тоді Вуя відмовився від них й з того часу він «перестав грати важливу роль в авіації», за Гіббсом-Смітом.
1907 року його літак «Вуя II» з двигуном внутрішнього згоряння Антуанетта 25 к.с. (19 кВт) виставлявся на першому авіаційному салоні в Парижі.
Піонер авіації Альберто Сантос-Дюмон, який здійснив відомі короткі перельоти в Парижі в жовтні й листопаді 1906 року, визнав Вуя «предтечею» його зусиль, як описано в Шарль Дольфюс(Charles Dollfus), куратора музею авіації в Парижі.

## Документація
Вуя здійснив свій перший політ або «потужній стрибок» 18 березня 1906 року, в присутності свого механіка та двох близьких друзів. Розрахунки цього тесту, опубліковані в той час, а потім у вересні 1906 р. засновані на листах які він писав до L'Aérophile, офіційного часопису Аероклубу Франції Інший часопис того часу, Flight International, поставив йому в заслугу п'ятиметровий стрибок від 8 жовтня 1906 року, як найранішій внесок в списку його випробувань, показаних в таблиці «досягнень, які були зроблені» піонерами авіації. Жодну з цих коротких секунд польоту не можна кваліфікувати як стійкий, керований політ.

## Пізніша кар'єра
Між 1918 і 1921 рр. Вуя побудував два експериментальні гвинтокрили на летовищах Жувізі-сюр-Орж та Іссі-ле-Муліно.
Він був похований на Bellu цвинтарі в Бухаресті, Румунія .

## Спадщина
Іншим винаходом Вуя був парогенератор з внутрішнім згорянням, що може генерувати дуже високий тиск понад 100 атм (10 МПа), який і досі використовується на теплових електростанціях.
27 травня 1946 Вуя був призначений почесним членом Румунської Академії.
Траян Вуя Міжнародний аеропорт (Timişoara International Airport Traian Vuia) (TSR), другий (за іншими даними — третій) за величиною аеропорт Румунії, носить його ім'я.